# 馬皇后 (洪武帝)
馬皇后（ばこうごう）は、中国明の初代皇帝朱元璋（洪武帝）の皇后。

## 生涯
紅巾の乱で頭角を現した郭子興の養女である。朱元璋が郭子興のもとに身を投じたとき、郭子興が朱元璋の人物を見出して気に入り、養女である馬氏を与えて結婚させたという。彼女は怜悧かつ慈愛に満ちた献身的な女性で夫を内助の功などでよく助け、猜疑心の強かった朱元璋も彼女だけには心を開き、深く愛したと伝えられている。
1368年に明が建てられた後、馬氏は皇后に冊立された。慎み深く質素だった彼女は、皇后となっても驕ることがなく、贅沢もほとんどしなかったといわれている。このため、周囲から人望があり、皇帝になって逆に猜疑心を増大させ粛清に走り出した朱元璋を時には支え、時には諫言したと伝えられている。朱元璋も彼女の言う事だけは無視できず、よく聴いて自らの過ちを認めていたという。
1382年、夫の朱元璋に先立って病死した。朱元璋の悲嘆は相当なもので、しばらくの間は身もだえして慟哭し、立ち上がることすらできなかったという。朝議も行えず、その間の決済は全て宦官や女官などの側近が取り次いでは処理せざるを得なかった。その後、皇后を考陵に埋葬して「孝慈高皇后」と諡した。
埋葬から1年が経過し、礼部の長官が「天下に孝慈高皇后の一周忌祭祀を行わせるべきです」と朱元璋に上奏したが、朱元璋は「彼女のために祭祀を行えば、天下の人への負担となる。それは皇后の想いに反すること」として許可せず、ただ何もせずに年を過ごしたという。代わりに宮中では馬皇后を偲び称える歌を臣下たちがこぞって作らせ、歌っていたという。

## 子女
- 朱標（建文帝の父）
- 朱樉
- 朱棡
- 朱棣（永楽帝）
- 寧国公主
- 朱橚
- 安慶公主

しかし実際には馬皇后には実子はおらず、他の妃が生んだ児を自らの子として育てたというのが現在の定説になっている。